# Economía de Madagascar
La agricultura, además de la pesca y la silvicultura, son los pilares de la economía de Madagascar, siendo responsables de 1/4 del producto interno bruto del país y empleando casi 80% de la fuerza laboral. La deforestación y la erosión, agravados por la tala de árboles para leña, son serias preocupaciones. Las principales actividades industriales del país son el procesamiento de carne y mariscos, fabricación de jabón, cerveza, artículos de cuero, tejidos, vidrio, cemento, montaje de automóviles, papel, petróleo, el turismo y la minería.
El crecimiento de la producción entre el 1992 y el 1997 fue menor que la tasa de crecimiento de la población. Esto ocurrió debido a huelgas y manifestaciones contra el gobierno, una caída  en la demanda de café mundial, y el compromiso errático del gobierno de una reforma económica. Los obstáculos son formidables  en el camino para que  Madagascar pueda aprovechar  su  considerable potencial de crecimiento ; el grado de reformas del gobierno, fuera de la ayuda financiera, e inversión extranjera serán determinantes claves.
Después de abandonar políticas de carácter socialista durante el decenio de 1990, Madagascar adoptó las políticas del Banco Mundial y del FMI respecto a privatizaciones y liberalización.
Madagascar es el mercado de la canela más grande en África.
La emisión de sellos postales, principalmente destinado al coleccionismo filatélico, es también una importante fuente de ingreso para su economía.

## Economía - en mayor profundidad

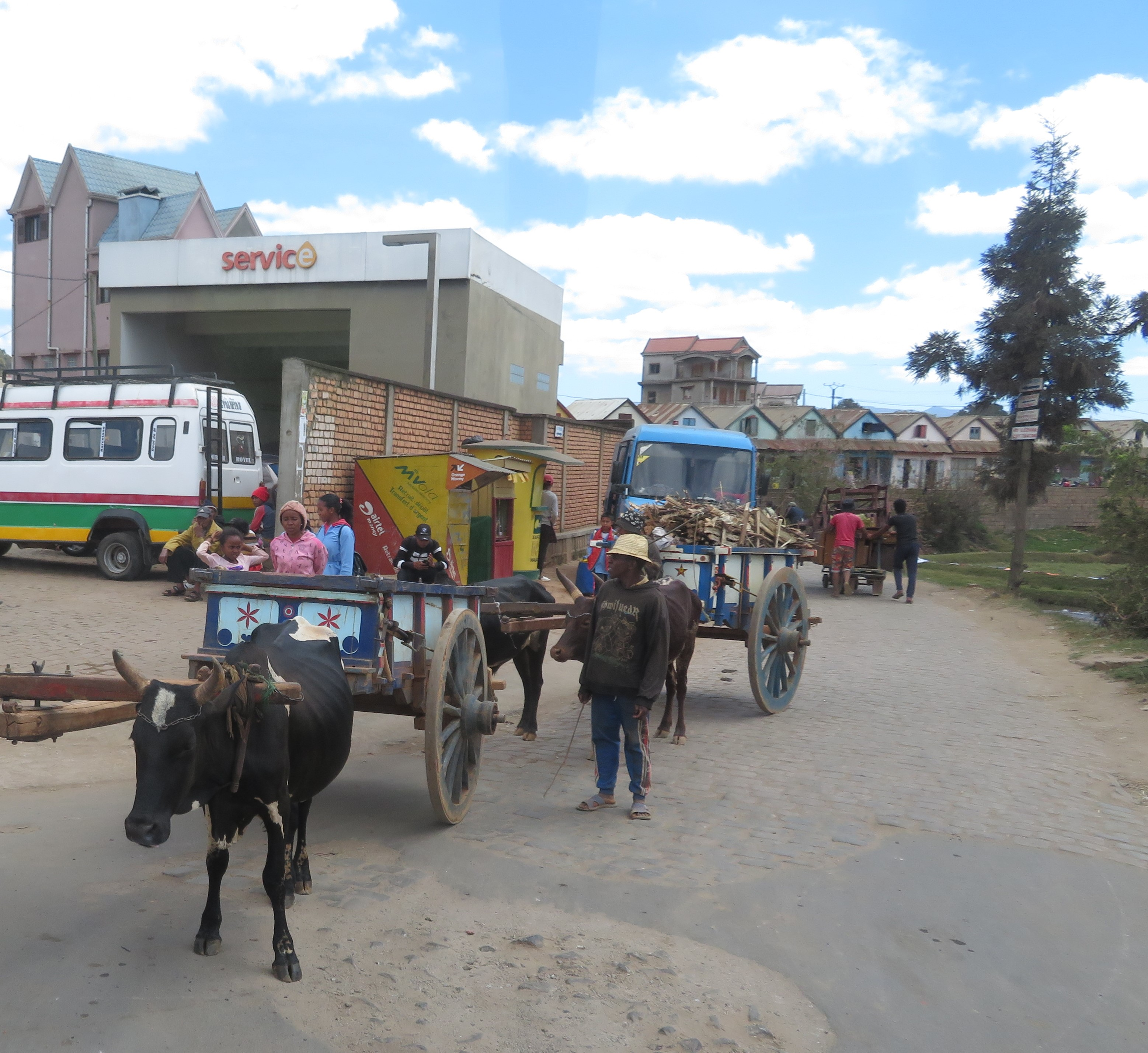
En muchos lugares las yuntas de bueyes siguen siendo un medio de transporte importante, como p.ej. en Ambatolampy

En el 2000, Madagascar emprendió la preparación de una Estrategia de Reducción de Pobreza (PRSP) bajo la Iniciativa de los Países Pobres muy Endeudados (HIPC). Los estudios del Fondo Monetario Internacional y del Banco Mundial coincidieron en  diciembre de 2000 que el país es elegible en la Iniciativa HIPC, y Madagascar ha alcanzado  el nivel que le permite   la rebaja de la deuda. El 1 de marzo de 2001, el Fondo Monetario Internacional concedió el país 103 millones de dólares para 2001-03 bajo la Instalación de Crecimiento y Reducción de Pobreza (PRGR). Los recursos liberados de HIPC serán dirigidos hacia la mejora de la salud, educación, caminos rurales, agua y apoyo directo a comunidades. Además, el 7 de marzo de 2001, el Club París aprobó una cancelación de deudas de 161 millones de dólares. El 28 de febrero de 2001, el Banco de Desarrollo Africano (ADB) aprobó bajo el HIPC una cancelación de deudas de 71.46 millones de dólares y concedido en el junio de 2001 un crédito adicional de 20 millones de dólares para luchar contra el SIDA y la pobreza.
En parte debido a estos créditos y también como  consecuencia de las reformas anteriores, el crecimiento de PBI medio excedió el nivel de crecimiento demográfico del 2.8 % en 1997 (el 3.5 %), 1998 (el 3.9 %), 1999 (el 4.7 %) y 2000 (el 4.8 %). La oferta de Madagascar a los inversores  proviene de su competitivo, y entrenado personal. Más de 200 inversores, en particular fabricantes de ropa, han organizado el procesamiento de exportación del país de la zona (EPZ) sistema  que ya fue establecido en 1989. La ausencia de límites de cuota en importaciones de tejido al mercado europeo conforme a la Convención de Lome ha ayudado a estimular este crecimiento. Además, hay pruebas que la elegibilidad reciente de Madagascar para AGOA aumenta considerablemente las exportaciones de Malagasy e inversión extranjera.
En el corto y medio plazo, el crecimiento económico considerable puede provenir de la mayor eficacia en la asignación y el uso de recursos. Desde mediados de los años 1980, Madagascar ha corregido el importante déficit de equilibrio de pago . El déficit de cuenta corriente como un porcentaje de PIB hecho un promedio superior al 6 % durante los 6 años pasados y casi el 4 % registrado en 1999. La proporción de deudas de Madagascar, que había alcanzado el 46 % en 1996, es estimada en el 15.4 % en 2000. Dentro de un marco total de la reducción de pobreza, la Iniciativa HIPC permitiría al país reducir su proporción de servicio de deudas al 5.5 % en 2003, y permanecer alrededor del 5 % a lo largo del período de proyección 2000-19.
Una línea optimista de crecimiento alto estriba  en la recuperación del interés de inversionistas privados y en seguir resolviendo la inflación. De más del 60 % en 1994, la tasa de inflación cayó al 6.4 % en 1998, antes de elevarse otra vez al 14.4 % en 1999 y reducirse al 8.7 % en 2000. El gobierno esperaba rebajarla al 5.8 % hacia finales de 2001. En 2000, el crecimiento real del PIB alcanzó el 4.8 % y fue pronosticado que se aceleraría al 6 % en 2001. Los ingresos fiscales aumentaron a más del 11 % del PIB en 2000 y en 2001, el gobierno pronosticaba un próximo valor del 12 %.